# Stanislav Mrvka
Stanislav Mrvka (* 25. května 1953 Dačice) je český politik, v letech 2012 až 2020 zastupitel Jihočeského kraje (v letech 2012 až 2016 také radní kraje), v letech 2010 až 2020 starosta města Jindřichův Hradec. V roce 2020 vystoupil z České strany sociálně demokratické a stal se 1. místopředsedou hnutí Změna 2020.

## Život
V letech 1960 až 1968 vystudoval základní školu v Radkově a Telči, následně se v letech 1968 až 1971 vyučil automechanikem. Mezi roky 1971 až 1974 dále studoval na SPŠ v Jihlavě a Automobilním učilišti v Nitře.
Byl dlouholetým vojákem s působností v technických a logistických funkcích, pracoval jako zástupce velitele vojenského záchranného útvaru a jako náčelník územní vojenské správy. V letech 1994 až 2000 také vystudoval obor ekonomika a krizové řízení na Vysoké vojenské škole pozemního vojska ve Vyškově (získal titul Ing.).
V letech 2004 až 2008 působil jako velitel Vojenského záchranného útvaru v Jindřichově Hradci. Následně mezi roky 2008 až 2010 byl vedoucím Kanceláře hejtmana Jihočeského kraje a tajemníkem Bezpečnostní rady Jihočeského kraje.
Stanislav Mrvka je ženatý, má dva syny. Žije ve městě Jindřichův Hradec, konkrétně v části Pražské Předměstí. Angažoval se jako člen výboru SVJ na sídlišti Vajgar v Jindřichově Hradci, je předsedou správní rady Domu gobelínů, kulturních tradic a řemesel či Nadačního fondu rozvoje města Jindřichův Hradec. Je také členem dozorčí rady Nemocnice Jindřichův Hradec a jednatelem Služeb města Jindřichův Hradec.

## Politické působení
V komunálních volbách v roce 2010 byl z pozice nestraníka lídrem kandidátky České strany sociálně demokratické ve městě Jindřichův Hradec a byl zvolen zastupitelem. Dne 24. listopadu 2010 se navíc stal starostou města. Později vstoupil do ČSSD. Ve volbách v roce 2014 obhájil mandát zastupitele města, a to opět z pozice lídra kandidátky ČSSD. V listopadu 2014 se stal opět starostou města. Také ve volbách v roce 2018 obhájil mandát zastupitele města jako lídr kandidátky ČSSD. V listopadu 2018 se stal po třetí starostou města.
V krajských volbách v roce 2012 byl za ČSSD zvolen zastupitelem Jihočeského kraje. V listopadu 2012 se navíc stal neuvolněným radním kraje. Ve volbách v roce 2016 obhájil post krajského zastupitele, skončil však v pozici radního.
Ve volbách do Poslanecké sněmovny PČR v roce 2017 měl být lídrem ČSSD v Jihočeském kraji. Dne 5. června 2017 však z jihočeské kandidátky ČSSD odstoupil pro nesouhlas s vyškrtnutím Jiřího Zimoly z této kandidátky předsednictvem strany.
Na konci května 2020 se stal členem nově založeného hnutí Změna 2020, čímž přišel o své členství v ČSSD. Na ustavujícím sněmu hnutí byl pak zvolen jeho 1. místopředsedou. Následně byl kvůli změně strany 24. června odvolán z funkce starosty Jindřichova Hradce.
V krajských volbách v roce 2020 byl lídrem nového hnutí do Zastupitelstva Jihočeského kraje, ale neuspěl. Hnutí se do krajského zastupitelstva vůbec nedostalo.
Zároveň kandidoval za Z 2020 ve volbách do Senátu PČR v roce 2020 v obvodu č. 15 – Pelhřimov. Se ziskem 19,02 % hlasů skončil na 3. místě a do druhého kola nepostoupil.